# Retour à l'état sauvage
Vous lisez un « bon article » labellisé en 2010.
Pour les articles homonymes, voir Into the Wild.
Ne doit pas être confondu avec Retour à l'état de nature.
Retour à l'état sauvage (titre original : Into the Wild) est le premier roman pour la jeunesse de la série La Guerre des clans d'Erin Hunter. L'intrigue est centrée autour de l'intégration de Rusty, un chat domestique, dans un clan de chats harets nommé le Clan du Tonnerre. Le chat, rebaptisé Nuage de Feu, devra apprendre à survivre dans la forêt et à se battre contre les autres clans. Un jour, il deviendra guerrier et sera renommé « Cœur de Feu ».
L'univers de La Guerre des clans est créé par Victoria Holmes qui développe toute la mythologie et les règles des chats vivant dans la forêt. L'écriture du roman est confiée à Kate Cary et le duo Holmes/Cary est caché sous le nom de plume d'Erin Hunter. Le livre est publié janvier 2003, d'abord au Canada, puis aux États-Unis et au Royaume-Uni. De nombreuses traductions suivront, dont la traduction française réalisée par Cécile Pournin et publiée en mars 2007.
Retour à l'état sauvage contient de nombreux thèmes tels que la famille, la bravoure ou la survie. Il a reçu des échos positifs de la presse spécialisée dans les livres pour la jeunesse.

## Résumé

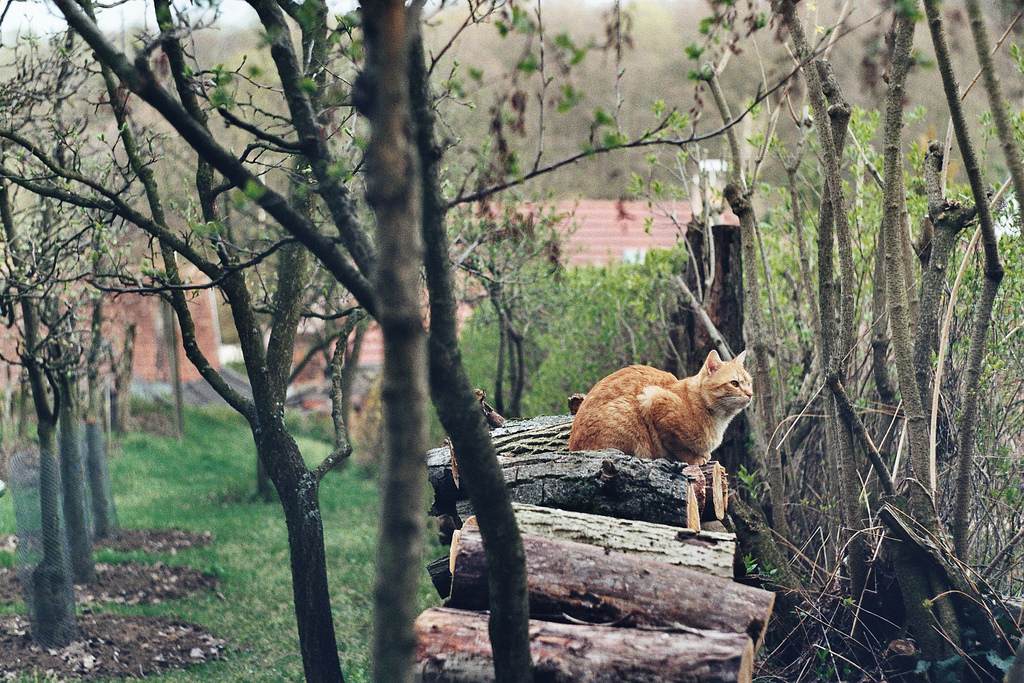
Rusty est décrit comme un chat roux rêvant de vie sauvage.

Le roman s'ouvre sur un prologue guerrier où le Clan du Tonnerre, et celui de la Rivière s'affrontent. Le Clan du Tonnerre est dominé en nombre et leur lieutenant ordonne la retraite. Une allusion cachée est faite au héros sous la forme d'une prophétie du clan donnée par les esprits de leurs ancêtres : « Seul le feu sauvera notre clan ».
Rusty est un chat domestique ordinaire qui rêve d'une vie sauvage, chasser son propre gibier et dormir à la belle étoile. Une nuit, il décide d'explorer la forêt avoisinant sa maison. Rusty pénètre dans les bois, où il rencontre Étoile Bleue, la meneuse du Clan du Tonnerre. Après un combat contre Nuage Gris, Rusty accepte sa proposition de rejoindre la troupe et est baptisé Nuage de Feu, apprenti du Clan du Tonnerre. Les autres membres du Clan n'acceptent pas immédiatement Nuage de Feu en raison de ses gènes de chat domestique, mais il se fait peu à peu une place en prouvant sa bravoure, son courage et sa loyauté envers le Clan du Tonnerre.
Les chats ont des ennemis naturels dans la forêt tel que les blaireaux ou les renards, ils peuvent se battre entre eux pour gagner de nouveaux terrains de chasse, régler un différend ou même chasser des guerriers adverses d'un territoire qui n'est pas le leur. Trois autres clans se partagent ce territoire : le Clan de la Rivière, le Clan du Vent et le Clan de l'Ombre.
Nuage de Feu devient rapidement le meilleur ami de Nuage Gris et Nuage de Jais, d'autres apprentis du Clan, et tombe amoureux de Petite Feuille, la guérisseuse du Clan du Tonnerre. Durant son apprentissage, il découvre la chasse, le combat, la survie et comprend les traditions des Clans. Il se fait une grande amie, Croc Jaune, vieille, arrogante, mais très intelligente, une guérisseuse exilée du Clan de l'Ombre, et plus tard, ramenée au Clan du Tonnerre, où Nuage de Feu prendra soin d'elle. Étoile Brisée, le meneur du Clan de l'Ombre, menace la forêt, il vole les chatons des autres Clans et ne respecte pas le code du guerrier et Nuage de Feu va prouver sa valeur en le chassant. Il reçoit alors son nom de guerrier : « Cœur de Feu ». Mais un autre danger menace le clan : l'un de ses guerriers, Griffe de Tigre, est prêt à tuer tous ceux qui se dresseront sur sa route pour conquérir le pouvoir. Parmi ses victimes potentielles, se trouve Nuage de Jais qui en sait un peu trop sur lui...

## Historique

### Conception

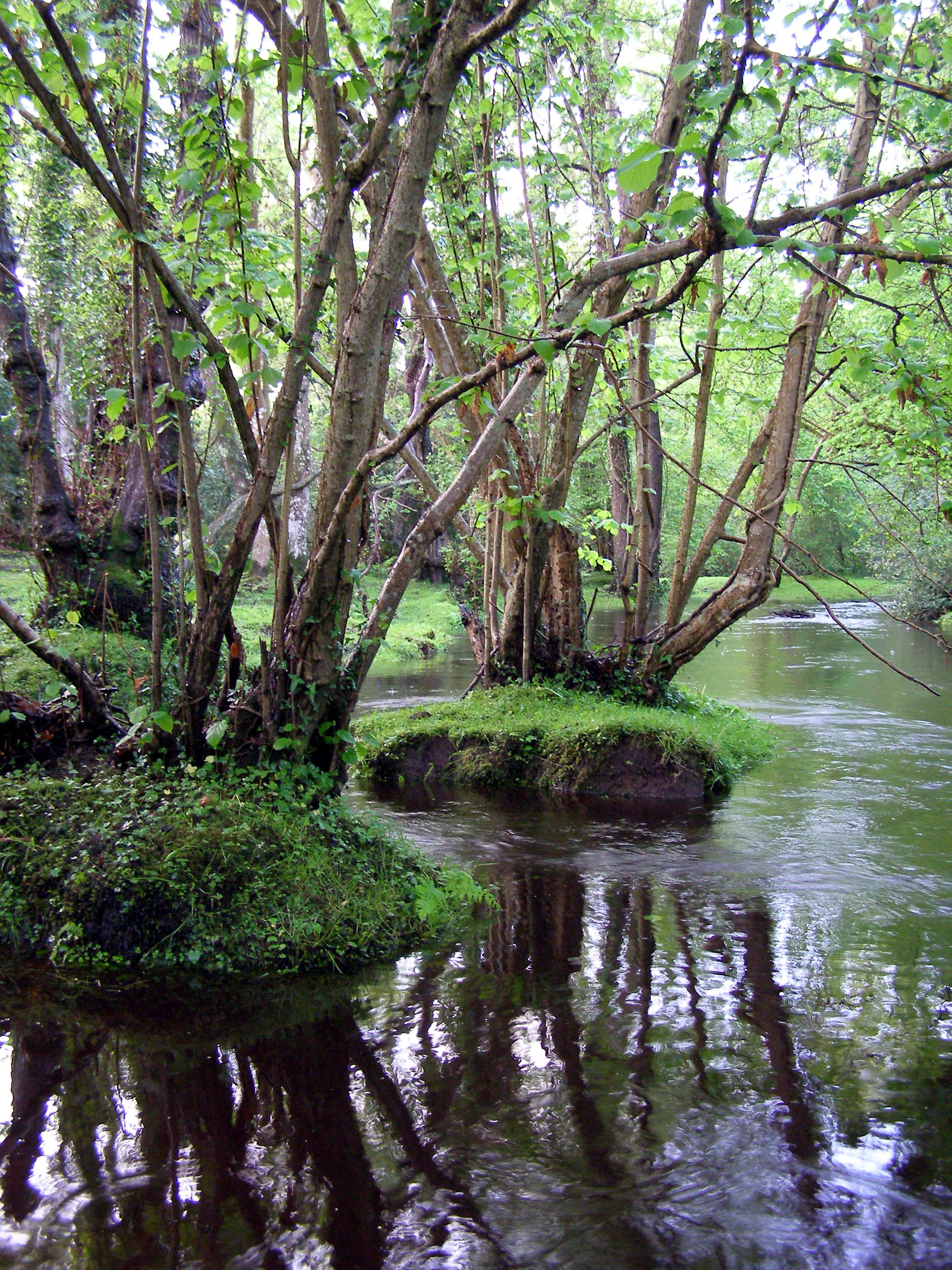
La forêt fictive du roman est inspirée de la forêt New Forest et d'autres localités d'Angleterre et d'Écosse.

En 2003, HarperCollins demande à Victoria Holmes d'écrire une collection de livres de fantasy autour du sujet des chats harets, mais celle-ci est très peu enthousiaste car elle n'aime ni les chats, ni la fantasy et « ne peut imaginer avoir suffisamment d'idées ». Cependant, elle travaille sur le concept, enrichissant l'intrigue avec des guerres, de la politique, des vengeances, des amours impossibles et des conflits religieux. Elle choisit de créer des clans de chats harets pour pouvoir combiner l'indépendance et la liberté d'un animal sauvage à l'identification facile du lecteur à son animal de compagnie préféré. L'idée d'origine est de créer un unique roman. Toutefois, Victoria Holmes développe suffisamment de matière pour écrire plusieurs livres, et l'éditeur décide de créer une série en six volumes.
Le premier volume Retour à l'état sauvage est écrit en trois mois par Kate Cary sous le pseudonyme Erin Hunter ; elle est épaulée par Victoria Holmes qui s'assure de la continuité de l'univers, de ses personnages et traditions. Kate Cary a trouvé que s'insérer dans l'univers peuplé de chats construit par Victoria Holmes était facile en raison de son amour pour le félin domestique qui a, selon elle, une personnalité bien définie.
La forêt fictive du roman est inspirée du parc national New Forest, des bois autour du Loch Lomond, de la forêt de Dean et des Highlands,. Kate Cary est inspirée par les romans de fantasy d'Enid Blyton, de Lucy Maud Montgomery et par les aventures de Alice Roy de Caroline Quine.

### Publication
Retour à l'état sauvage est publié pour la première fois en couverture rigide par HarperCollins le 9 janvier 2003 au Canada. Le livre sort aux États-Unis le 21 janvier 2003 et au Royaume-Uni en février 2003. L'édition en livre de poche sort aux États-Unis le 6 janvier 2004 et le 4 septembre 2007 paraissent les versions livre numérique et Kindle. Un tiers du roman est disponible en ligne sur le site d'HarperCollins.
Le roman est traduit en lituanien, en tchèque, en japonais, en russe, en allemand et en coréen. Une version chinoise sort le 31 octobre 2008 avec une carte en 3D représentant Nuage de Feu/Cœur de Feu. La version française est traduite par Cécile Pournin et sort aux éditions Pocket Jeunesse le 17 mars 2005, puis est réédité en livre de poche le 15 mars 2007.

## Thèmes
Le roman évoque la famille, la perte, l'honneur, la mort, la bravoure et le respect de la loi. Selon le Publishers Weekly, la famille, l'amitié et le sens de la responsabilité font partie du code du guerrier, ensemble des règles que les clans doivent suivre. Books For Youth ajoute que « la mort, la survie, la bravoure et le courage sont les thèmes forts de ce récit. Parmi eux, il y a la déception, la trahison, la responsabilité et le parti pris. »

## Réception critique
Retour à l'état sauvage a généralement reçu des critiques positives. La revue littéraire Booklist trouve que le roman donne des frissons dans le dos et note que les personnages félins sont réalistes dans leur comportement, ce qui devrait plaire aux fans de la série Ratha's Creature de Clare Bell et de la série Rougemuraille de Brian Jacques. Pour le Publishers Weekly, il est « certain que le livre plaira aux jeunes lecteurs qui se sont demandé quels rêves de grandeurs peuvent hanter les chats ». Selon Kirkus Reviews, le livre « pousse ses lecteurs à regarder minet avec une pointe de nervosité ». Bien que le School Library Journal trouve que le livre n'est pas aussi bien écrit que la série Rougemuraille, il trouve que le roman présente un « monde fascinant avec une structure complexe. » En revanche, Children's Literature trouve l'écriture monotone.
Retour à l'état sauvage a obtenu la troisième place du Young Reader's Choice Award en 2006. Le roman est listé parmi les 10 premiers livre de fantasy pour la jeunesse par Booklist en 2003.